# Comuna Krasnoarmiiske, Krasnoperekopsk
Krasnoarmiiske (în ucraineană Красноармійське) este o comună în raionul Krasnoperekopsk, Republica Autonomă Crimeea, Ucraina, formată din satele Krasnoarmiiske (reședința), Nadejdîne și Smușkîne.

## Demografie
Componența lingvistică a comunei Krasnoarmiiske
     Rusă (45,44%)
     Tătară crimeeană (23,16%)
     Ucraineană (19,28%)
     Română (1,23%)
     Alte limbi (0,14%)
Conform recensământului din 2001, nu exista o limbă vorbită de majoritatea populației, aceasta fiind compusă din vorbitori de rusă (45,44%), tătară crimeeană (23,16%), ucraineană (19,28%) și română (1,23%).